# Vera Konstantinovna Romanova (1906)
La principessa Vera Konstantinovna Romanova (in russo Вера Константиновна Романова?; Pavlovsk, 24 aprile 1906 – Nyack, 11 gennaio 2001) è stata una nobile russa, pronipote dell'imperatore Nicola I di Russia, ultima figlia del granduca poeta Konstantin Konstantinovič e della principessa Elisabetta di Sassonia-Altenburg.
Amica d'infanzia delle giovani figlie dello zar Nicola II di Russia, dopo la Rivoluzione d'ottobre le furono uccisi tre fratelli e uno zio, oltre ad alcuni parenti più lontani. Invece ella, sua madre e il fratellino Georgij Konstantinovič si salvarono, dirigendosi in Svezia. Passò il resto della sua vita in esilio, dapprima in Europa occidentale e poi negli Stati Uniti.
Vera Konstantinovna trascorse i suoi primi anni di vita nello splendore favoloso dell'ultimo periodo della Russia imperiale. Aveva solo otto anni quando l'erede al trono austriaco, l'arciduca Francesco Ferdinando d'Asburgo-Este venne assassinato e scoppiò la prima guerra mondiale e si trovava con i genitori e il fratello Georgij in Germania in visita ai parenti materni ad Altenburg: il deflagare del conflitto li prese di sorpresa, intrappolandoli in Germania, un paese nemico, e solo grazie all'intervento personale dell'imperatrice tedesca Augusta Vittoria poterono rientrare in Russia. I fratelli, ufficiali dell'esercito, si batterono in prima linea, e uno di loro, Oleg Konstantinovič, morì per le ferite riportate: considerata troppo giovane non le fu permesso assistere al funerale. La morte del fratello fu appena la prima di molte sciagure che toccarono la sua famiglia.
L'anno dopo suo padre le morì davanti agli occhi per un attacco di cuore. In una lettera a suo fratello più tardi descrisse come stava sedendo con il padre nello studio quando il granduca Konstantin cominciò a boccheggiare. La principessa Vera riuscì ad aprire una pesante porta che metteva in comunicazione gli studi dei genitori, spostando parecchie pesanti piante che ostruivano la porta e urlando alla madre che il padre non riusciva a respirare: quando la madre arrivò, il granduca era già morto.

## Rivoluzione
Durante la Rivoluzione russa quattro dei fratelli di Vera furono imprigionati dai bolscevichi: solo Gavriil fu alla fine rilasciato mentre i principi Ivan, Konstantin e Igor' vennero deportati ad Alapaevsk, una piccola città degli Urali. Lì vennero imprigionati per alcuni mesi, assieme alla granduchessa Elisabetta Fëdorovna (sorella della deposta Zarina), al granduca Sergej Michajlovič (cugino di KR), al principe Vladimir Pavlovič Paley (figlio del granduca Pavel Aleksandrovič, un altro cugino Romanov). La notte tra il 17 ed il 18 luglio 1918, ventiquattro ore dopo la fucilazione di Nicola II e della sua famiglia ad Ekaterinburg, i prigionieri di Alapaevsk vennero sgozzati dai loro carcerieri. I loro corpi vennero in seguito recuperati dal pozzo di una miniera abbandonata dall'Armata Bianca e infine risepolti nella Chiesa dei Martiri nei pressi di Pechino, in Cina.
Durante il caotico periodo del Governo Provvisorio, lei, la madre e Georgij rimasero a Pavlovsk fino a quando, ad ottobre, poco prima della fucilazione dello zio Dmitrij Konstantinovič e di altri parenti, i bolscevichi permisero, dopo richiesta della regina svedese, alla granduchessa Elizaveta Mavrikievna, ai due figli e ai nipotini Natalia e Teymuraz Bagration-Mukhrani, figli della figlia Tat'jana, di imbarcarsi per la Svezia sulla nave Angermanland, via Tallinn per Helsinki e Mariehamn fino Stoccolma. Al porto di Stoccolma vennero accolti dal principe ereditario Gustavo Adolfo che le ospitò al palazzo reale.

## Esilio
La principessa Vera visse con la madre e il fratello Georgij per i due anni successivi in Svezia, prima a Stoccolma e poi a Saltsjöbaden, ma il paese scandinavo era troppo costoso per loro e così si spostarono prima in Belgio su invito di Alberto I del Belgio e poi in Germania, ad Altenburg (paese natale della madre) in cui vissero negli anni trenta, eccetto un paio di anni in Inghilterra. Alessandra di Sassonia-Altenburg morì per un cancro al seno il 24 marzo 1927 a Lipsia, e Georgij si trasferì nel 1938 a New York, mentre Vera rimase in Germania durante la seconda guerra mondiale.
Per molti anni, come poi ricordò, rimase traumatizzata dagli eventi della rivoluzione: "Ero solita fare lo stesso sogno, come se mi alzassi in piedi stando davanti ad un pozzo e stessero andando spararmi ... il mio risveglio non era meno terribile che il sogno stesso, perché ero costantemente spaventata dall'aprire gli occhi e vedere che realmente erano venuti a prenderli per uccidermi."
Alla fine della seconda guerra mondiale, quando le forze sovietiche occuparono la zona orientale della Germania, la principessa Vera fuggì ad Amburgo: era praticamente apolide, poiché possedeva soltanto un Passaporto Nansen, che le dava la capacità di viaggiare ma nessuna protezione da parte degli stati. Malgrado questo rifiutò di accettare la protezione offertale dai vari paesi europei, considerandosi russa. Disse: "Io non ho abbandonato la Russia, è la Russia che ha abbandonato me."
Nel 1951 si trasferì negli Stati Uniti. Per i decenni successivi visse a New York, dov'era molto attiva nelle attività caritatevoli e considerò una parte della comunità dei rifugiati russi e delle loro pretese con scetticismo. Non aveva nostalgiche elegie del passato come molti emigrati, ma piuttosto memorie della sua infanzia e della sua famiglia distrutta. Considerava il flusso costante di visitatori con un certo divertimento, benché non amasse particolarmente coloro che parlavano in toni incensatori dell'ex famiglia imperiale: per lei, i figli dell'ultimo zar erano rimasti i suoi compagni di infanzia, non lontane figure da venerare. Inoltre considerò la canonizzazione dei Romanov, tra cui i suoi fratelli e lo zio, come un'imbarazzante e interessata mossa della chiesa. Scrisse quattro brevi articoli sulla sua vita per la Kadetskaya pereklichka pubblicata dalla Unione dei Cadetti Russi a New York.
La Principessa visse circondata da una sorta di aura, come fosse un pezzo vivo di storia, dal momento che era l'ultima persona in vita che potesse ricordarsi dei fasti della Russia imperiale. I due fratelli e la sorella che erano sopravvissuti ai massacri bolscevichi morirono prima di lei: Gavriil Konstantinovič morì nel 1955 senza figli, ed  George Konstantinovič, molto giovane, nel 1938, scapolo. La sorella Tat'jana alla fine prese il velo e morì nel 1970 badessa del convento di Santa Maria Maddalena a Gerusalemme.
Morì nel reparto di gerontologia della Tolstoy Foundation a Nyack, New York, l'11 gennaio 2001 all'età d 95 anni e venne sepolta accanto al fratello Georgij nel cimitero della Monastero russo ortodosso di Novo-Diveyevo a Nanuet, New York. Di tutti i membri della famiglia imperiale nati durante la monarchia, le sopravvisse solo la nipote Caterina, figlia di suo fratello Ivan. Nella primavera del 2007 al Palazzo di Pavlovsk, dov'era nata, si tenne una mostra su di lei e la sua famiglia, commemorando quello che sarebbe stato il suo 101º compleanno.

## Ascendenza
|                                   |                               |                                   | Genitori                                    |  |  | Nonni |  |  | Bisnonni           |  |  | Trisnonni         |  |
|                                   |                               |                                   |                                             |  |  |       |  |  | Nicola I di Russia |  |  | Paolo I di Russia |  |
|                                   |                               |                                   |                                             |  |  |       |  |  | Nicola I di Russia |  |  | Paolo I di Russia |  |
|                                   |                               | Sofia Dorotea di Württemberg      |                                             |  |  |       |  |  | Nicola I di Russia |  |  |                   |  |
| Konstantin Nikolaevič Romanov     |                               |                                   |                                             |  |  |       |  |  | Nicola I di Russia |  |  |                   |  |
|                                   |                               | Carlotta di Prussia               | Federico Guglielmo III di Prussia           |  |  |       |  |  |                    |  |  |                   |  |
|                                   |                               | Carlotta di Prussia               | Federico Guglielmo III di Prussia           |  |  |       |  |  |                    |  |  |                   |  |
|                                   |                               | Carlotta di Prussia               | Luisa di Meclemburgo-Strelitz               |  |  |       |  |  |                    |  |  |                   |  |
| Konstantin Konstantinovič Romanov |                               | Carlotta di Prussia               |                                             |  |  |       |  |  |                    |  |  |                   |  |
|                                   |                               | Giuseppe di Sassonia-Altenburg    | Federico di Sassonia-Altenburg              |  |  |       |  |  |                    |  |  |                   |  |
|                                   |                               | Giuseppe di Sassonia-Altenburg    | Federico di Sassonia-Altenburg              |  |  |       |  |  |                    |  |  |                   |  |
|                                   |                               | Giuseppe di Sassonia-Altenburg    | Carlotta di Meclemburgo-Strelitz            |  |  |       |  |  |                    |  |  |                   |  |
| Alessandra di Sassonia-Altenburg  |                               | Giuseppe di Sassonia-Altenburg    |                                             |  |  |       |  |  |                    |  |  |                   |  |
|                                   |                               | Amalia di Württemberg             | Ludovico Federico Alessandro di Württemberg |  |  |       |  |  |                    |  |  |                   |  |
|                                   |                               | Amalia di Württemberg             | Ludovico Federico Alessandro di Württemberg |  |  |       |  |  |                    |  |  |                   |  |
|                                   |                               | Amalia di Württemberg             | Enrichetta di Nassau-Weilburg               |  |  |       |  |  |                    |  |  |                   |  |
| Vera Konstantinovna Romanova      |                               | Amalia di Württemberg             |                                             |  |  |       |  |  |                    |  |  |                   |  |
|                                   | Giorgio di Sassonia-Altenburg | Federico di Sassonia-Altenburg    |                                             |  |  |       |  |  |                    |  |  |                   |  |
|                                   | Giorgio di Sassonia-Altenburg | Federico di Sassonia-Altenburg    |                                             |  |  |       |  |  |                    |  |  |                   |  |
|                                   | Giorgio di Sassonia-Altenburg | Carlotta di Meclemburgo-Strelitz  |                                             |  |  |       |  |  |                    |  |  |                   |  |
| Maurizio di Sassonia-Altenburg    | Giorgio di Sassonia-Altenburg |                                   |                                             |  |  |       |  |  |                    |  |  |                   |  |
|                                   |                               | Maria di Meclemburgo-Schwerin     | Federico Ludovico di Meclemburgo-Schwerin   |  |  |       |  |  |                    |  |  |                   |  |
|                                   |                               | Maria di Meclemburgo-Schwerin     | Federico Ludovico di Meclemburgo-Schwerin   |  |  |       |  |  |                    |  |  |                   |  |
|                                   |                               | Maria di Meclemburgo-Schwerin     | Elena Pavlovna Romanova                     |  |  |       |  |  |                    |  |  |                   |  |
| Elisabetta di Sassonia-Altenburg  |                               | Maria di Meclemburgo-Schwerin     |                                             |  |  |       |  |  |                    |  |  |                   |  |
|                                   |                               | Bernardo II di Sassonia-Meiningen | Giorgio I di Sassonia-Meiningen             |  |  |       |  |  |                    |  |  |                   |  |
|                                   |                               | Bernardo II di Sassonia-Meiningen | Giorgio I di Sassonia-Meiningen             |  |  |       |  |  |                    |  |  |                   |  |
|                                   |                               | Bernardo II di Sassonia-Meiningen | Luisa Eleonora di Hohenlohe-Langenburg      |  |  |       |  |  |                    |  |  |                   |  |
| Augusta di Sassonia-Meiningen     |                               | Bernardo II di Sassonia-Meiningen |                                             |  |  |       |  |  |                    |  |  |                   |  |
|                                   |                               | Maria d'Assia-Kassel              | Guglielmo II d'Assia                        |  |  |       |  |  |                    |  |  |                   |  |
|                                   |                               | Maria d'Assia-Kassel              | Guglielmo II d'Assia                        |  |  |       |  |  |                    |  |  |                   |  |
|                                   |                               | Maria d'Assia-Kassel              | Augusta di Prussia                          |  |  |       |  |  |                    |  |  |                   |  |
|                                   |                               | Maria d'Assia-Kassel              |                                             |  |  |       |  |  |                    |  |  |                   |  |